# Erreway en concierto
Erreway en concierto ist das erste Livealbum der Band Erreway. Es wurde 2006 in Spanien nach der Spanien-Tour produziert. Die Texte und Produktion übernahm unter anderem Maria Cristina DeGiacomi, Silvio Furmanski, Gustavo Novello und Carlos Nilson. Auf der Tour traten neben Camila Bordonaba, Felipe Colombo, Benjamín Rojas und Luisana Lopilato noch andere Darsteller der Serie Rebelde Way, unter anderem Victoria Maurette und Piru Sáenz
auf. Dieses Album ist das erste, welches vom Label Warner Music Spain produziert wurde.

## Trackliste

### CD
- 1. Rebelde Way
- 2. Bonita de Más
- 3. Te Soñe
- 4. Perder Un Amigo
- 5. Te Dejé (mit Piru Saez)
- 6. Vale La Pena
- 7. Sweet Baby
- 8. Aún Ahora
- 9. Pretty Boy
- 10. Inmortal
- 11. Mi Vida
- 12. Tiempo
- 13. No Soy Asi (mit Victoria Maurette)
- 14. Será Porque Te Quiero
- 15. Sweet Baby
- 16. Rebelde Way
- 17. Resistiré

Die CD enthält Songs aus den Alben Señales und Tiempo.
gesamte Spielzeit: 81:31 Minuten (nur die CD)

### DVD
- 1. Rebelde Way
- 2. Bonita de Más
- 3. Te Soñe
- 4. Perder Un Amigo
- 5. Te Dejé (mit Piru Saez)
- 6. Vale La Pena
- 7. Sweet Baby
- 8. Aún Ahora
- 9. Pretty Boy
- 10. Inmortal
- 11. Mi Vida
- 12. Tiempo
- 13. No Soy Asi (mit Victoria Maurette)
- 14. Será Porque Te Quiero
- 15. Sweet Baby
- 16. Rebelde Way
- 17. Resistiré

Das sind die Videos der Live-Show in Spanien.